# Mô hình hộp đen hành vi người tiêu dùng
Mô hình hộp đen hành vi người tiêu dùng xác định các kích thích tác động lên hành vi mua hàng của người tiêu dùng. Các kích thích đó có thể là (quảng cáo hay các hình thức quảng cáo khác nhau về sản phẩm) đưa ra cho người tiêu dùng bởi nhà tiếp thị và môi trường được xử lý bởi hộp đen của người mua. Nói cách khác, đây là một cái “hộp vô hình” trong đó chứa đựng rất nhiều thông tin mà các chuyên gia nghiên cứu thị trường cần phải giải mã cho khách hàng, để tìm ra các nguyên nhân và lý do sâu xa mà người tiêu dùng đưa ra các quyết định tiêu dùng và mua sắm sản phẩm, thương hiệu.

## Lý thuyết phản ứng kích thích hộp đen của hành vi người tiêu dùng
Tiếp thị là nghệ thuật và khoa học của việc giới thiệu hàng hóa, dịch vụ đến người tiêu dùng theo những cách đã được dự kiến sẽ gợi ra những phản ứng tích cực hoặc tiêu cực từ họ. Một trong những khái niệm quan trọng nhất của nó là “lý thuyết phản ứng kích thích hộp đen của hành vi người tiêu dùng”, được xuất bản lần đầu tiên vào năm 1967 bởi Philip Kotler trong cuốn sách "Quản lý tiếp thị". Cuốn sách được coi là một trong những cuốn sách hàng đầu thế giới về tiếp thị và là một văn bản đại học tiêu chuẩn.
Khi một khách hàng được kích thích bởi những yếu tố nhất định, các kích thích đó ảnh hưởng đến hành động của họ. Điều gì xảy ra trong tâm trí của khách hàng, một loạt các phản ứng và suy nghĩ diễn ra trong đầu, những suy nghĩ này vẫn là một bí ẩn mà người bên ngoài không thể biết - từ đó cái tên "hộp đen" ra đời. Tuy nhiên, với những tiến bộ trong công nghệ và khoa học thần kinh, các nhà khoa học đã có thể nghiên cứu tác động của các kích thích cụ thể lên não người và lập bản đồ phản ứng thần kinh.
Kotler đã chỉ ra rằng trong hộp đen của người tiêu dùng, các kích thích bao gồm sản phẩm, giá cả, khuyến mãi và địa điểm được xử lý chống lại các kích thích khác - kinh tế, chính trị, xã hội và công nghệ - để đáp ứng nhu cầu của người mua. Phản ứng này chi phối sự lựa chọn sản phẩm, lựa chọn thương hiệu, lựa chọn địa điểm bán lẻ, lựa chọn đại lý, thời gian mua, số lượng mua và tần suất mua. Lý thuyết của Kotler nói rằng sự khác biệt trong hành vi của người mua phụ thuộc vào nội dung của hộp đen bao gồm các đặc điểm của người mua và ra quyết định. Các đặc điểm bao gồm: thái độ, động lực, nhận thức, nhân cách, lối sống, hiểu biết.  Quy trình ra quyết định bao gồm các bước: nhận biết vấn đề, tìm kiếm thông tin, đánh giá thay thế, quyết định mua và hành vi sau mua.

## Ứng dụng vào Marketing
Lý thuyết này đã dẫn đến các công cụ nghiên cứu tiếp thị như các nhóm tập trung, nghiên cứu và thử nghiệm thị trường để xác định các điểm nóng được sử dụng trong quảng cáo hàng hóa, dịch vụ cho công chúng. Các nhà tiếp thị cố gắng tìm mối quan hệ giữa các yếu tố kích thích và hành vi của người tiêu dùng. Trong thập kỷ đầu tiên của thế kỷ 21, khoa học thần kinh và sinh trắc học đã chỉ ra rằng chức năng não được ghi lại trong điện não đồ của các đối tượng được cung cấp một số kích thích thị giác, xúc giác và âm thanh có thể cung cấp một lộ trình cho phản ứng hành vi có thể xảy ra. Một ví dụ về kiểm tra thần kinh để đạt được kiến thức tiếp thị là việc nhúng các đoạn quảng cáo vào một bản trình bày video cơ bản và đo lường phản ứng EEG.

## Yếu tố cơ bản tác động đến hộp đen mua hàng của người tiêu dùng
+ Văn hóa:  Văn hóa là một trong những yếu tố quan trọng cấu thành nên các hoạt động, quyết định hành vi của một con người. Văn hóa chia thành nhiều dạng như văn hóa giữa phương Đông và phương Tây, văn hóa vùng miền, tôn giáo, sắc tộc, phong tục tập quán.. Mỗi một nền văn hóa mang nét đặc trưng riêng, giá trị riêng tác động đến hành vi, ý nghĩ của người tiêu dùng. Nhìn chung nền văn hóa đã tạo ra các quy tắc ứng xử, thước đo chuẩn mực, cách tiếp nhận thông tin mà người dùng có được, cách xử lý cũng như giải quyết các vấn đề khác nhau.
+Xã hội: yếu tố xã hội có thể tác động bằng hai con đường trực tiếp cũng như gián tiếp đến hộp đen người tiêu dùng tạo nên thái độ, cách ứng khác nhau. Xã hội đang làm thay đổi con người ngày càng nhiều hơn. Các yếu tố trong xã hội như gia đình, bạn bè, người thân. Trong đó, khi tham khảo thì nhánh gia đình sẽ được ưu tiên lên đầu khi mua hàng. Các thành viên tạo nên mối quan hệ gắn bó với nhau. Chức năng gia đình thường ứng dụng trong quyết định mua hàng các mặt hàng tiêu dùng, sức khỏe, giáo dục. Ngoài ra, truyền thống, nếp sống cũng tác động đến quyết định trong ý nghĩ mua hàng.
+Cá nhân: các yếu cấu thành gồm tuổi tác, giới tính, nghề nghiệp, năng lực tài chính, lối sống, cá tính tạo nên những đặc điểm riêng trong hành vi của mỗi người. Động cơ mua hàng cá nhân đã thúc đẩy hành vi của họ nhằm đạt được một mong muốn nào đó.
+Tâm lý người tiêu dùng: tâm lý người tiêu dùng trong hộp đen có thể thông qua mô hình tháp nhu cầu của Maslow. Đó cũng có thể là niềm tin về sản phẩm những thông tin có được để đánh giá tốt hay xấu theo quan điểm cá nhân.

## Tác động của web 5.0 lên việc nghiên cứu hộp đen
Web 5.0 trong tương lai sẽ thấu hiểu những hành vi, giao tiếp cảm xúc với người dùng. Việc áp dụng những tính năng thông minh mà Web 5.0 mang lại sẽ giúp việc thấu hiểu được hành vi mua hàng của khách hàng nhiều hơn. Hộp đen của người tiêu dùng sẽ được xác định một cách chính xác từ dữ liệu cảm xúc của người dùng được thu thập lại, từ đó đem đến những trải nghiệm mua hàng mới lạ hơn những gì mà người tiêu dùng mong đợi.
Với việc theo dõi và tích lũy lượng dữ liệu không thể tưởng tượng được từ các cụm từ tìm kiếm, mua hàng trực tuyến, bình luận được đăng và hành vi trực tuyến khác, dữ liệu này có thể được phân tích để lập nên các sơ đồ phản ứng kích thích trên cơ sở cá nhân. Kết quả là nhắm mục tiêu tốt hơn cho quảng cáo trực tuyến và ngoại tuyến - thậm chí đến mức có thể dự đoán phản ứng của con người đối với các sự kiện trong tương lai.